# 米砂
米砂（1992年2月16日—），本名江佳儒，英文名Misa Chiang，臺灣女性YouTuber、AV導演、前Cosplayer，嘉義市人，芬斯塔公司創辦人。拍攝之YouTube影片常討論性別的私密話題，所以自稱老濕姬。

## 經歷
米砂大學時期開始玩《英雄聯盟》，2009年cosplayer出道，cosplay《英雄聯盟》角色「黑暗之女 安妮」爆紅。轉戰YouTuber後所拍攝的題材多為尺度較大，2019年出版了自己畫的H漫。2020年5月，米砂進軍成人電影行业，擔任監製。
2019年3月周荀創立螢緒娛樂，總部設於臺北市，周荀與米砂皆為旗下藝人。2021年12月，螢緒娛樂解散。
2020年1月5日米砂宣布與素人男友分手，不久被爆料已和小她3歲的企業排球聯賽男性運動員李興國交往。2020年5月10日，米砂透露，她早在本年4月就已和李興國分手，她不希望外界批評李興國，但「當初追我的是他，說要分手的也是他，有問題的也是他」；而且李興國對她說分手原因是他自己的問題，「那就是他的問題吧」。
2020年5月16日，李興國於Instagram發文，承認自己在與米砂交往期間劈腿，但沒道歉。米砂在Instagram限時動態爆料，李興國也是「時間管理大師」，對她說他「練球好忙」、要她早點睡，與此同時忙著跟別人約會。
2021年5月，戲仿韓劇《魷魚遊戲》之成人電影《鮑魚遊戲》，米砂擔任監製。
2022年3月20日，網路溫度計公布「20大網友熱議『胸湧系正妹』YouTuber」，第二名米砂點閱數92.5萬、網路聲量26744。
2022年4月19日，米砂於Instagram發文宣布與男性臨時演員許緯伸結婚，許緯伸曾任《鮑魚遊戲》與電影《陣頭》臨時演員。
2022年6月10日，米砂在臺北市成立「芬斯塔有限公司」（Fansta Ltd.），經營創作者交流平台「FANSTA」。2023年8月，芬斯塔引入魔競娛樂資金，改組為「芬斯塔股份有限公司」（Fansta Co., Ltd.）。
2022年7月11日，米砂於Instagram發文宣布「我變成上班族了，最近回歸社會」，近況日常是「上班、拍攝成人電影、拍攝YouTube影片」三頭燒，「都不知道一個禮拜怎麼過的」。
2022年7月20日，米砂於Instagram發文宣布，有鑑於不少網友最近一直吵「動漫展被大尺度coser搞成像成人展，很不可取」，她決定籌辦「成人動漫展」，展期暫定於2022年底，標榜「想穿多露就多露，想賣多色就多色」。
2023年1月18日，米砂透過備用Instagram帳號「misa_7260」發文宣布，原Instagram帳號「misa72600」被封禁，「藍勾勾跟70萬追蹤直接ban不見」，自嘲「過年前拿大紅包」。
2023年3月13日，米砂在Instagram宣布，暂时搁置YouTuber事业，朝向新方向前進。

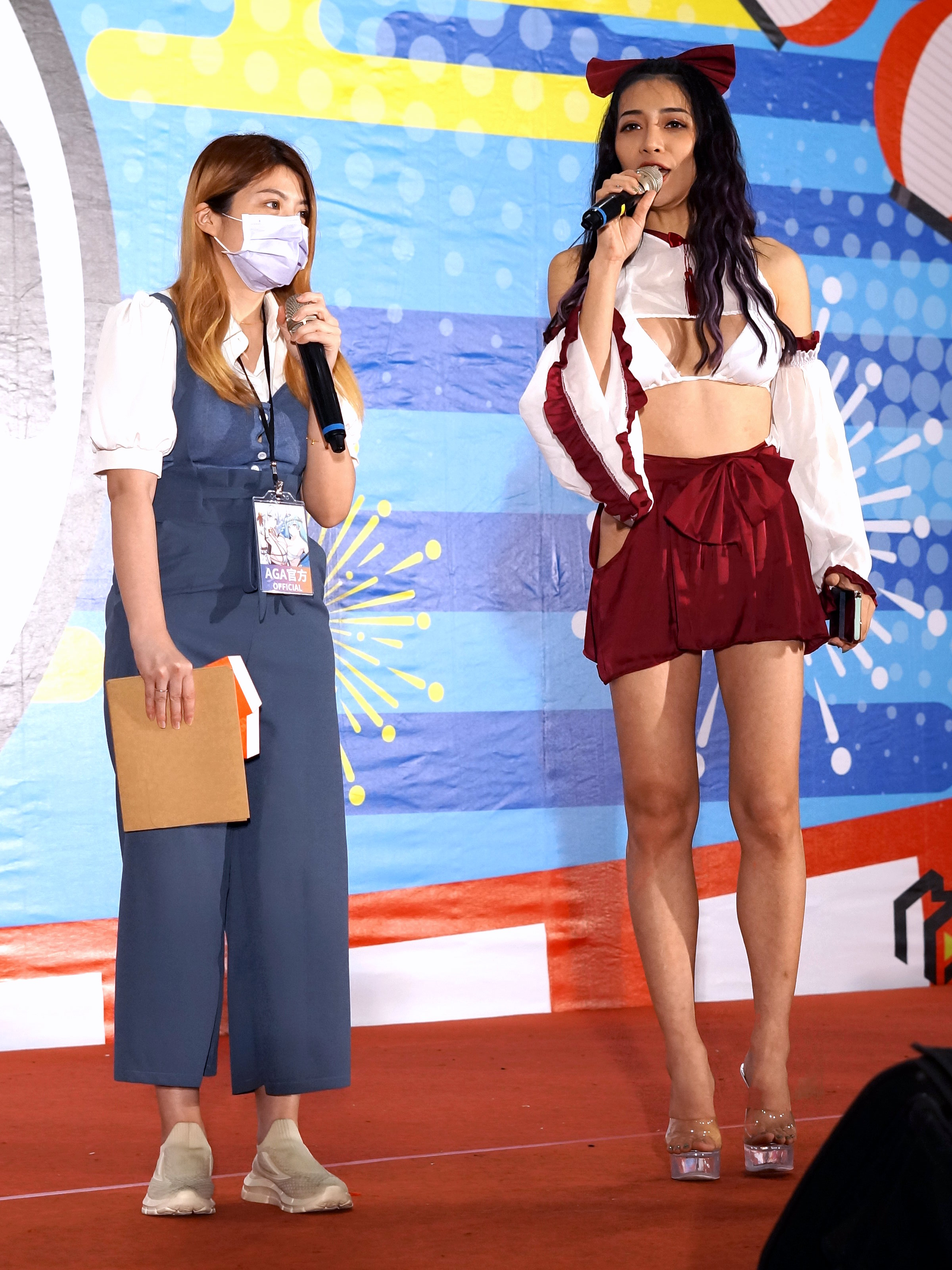
2023 AGA成人動漫電玩展「AGA攤位賞頒獎典禮」，米砂（左）與舞台活動主持人桃子（右）

2023年5月13至14日，芬斯塔租用台北南港展覽館2館1樓舉辦「2023 AGA成人動漫電玩展」，為首次在中華民國對外貿易發展協會旗下展覽館舉辦之成人動漫展；米砂擔任主舞台「AGA攤位賞頒獎典禮」頒獎人。
2023年12月，米砂YouTube頻道被刪除。
2025年3月20日，芬斯塔易主，米砂被資遣。2025年5月，米砂創立AV女優見面會品牌「MisAV」。

## 爭議
- 2015年，米砂受邀去香港某女僕餐廳當一日店長，應香港粉絲要求帶寫真集去賣，卻被檢舉沒有工作簽證而被香港警察逮捕，後來被拘留，又被港警傳喚釐清案情，這一待就是半年不能出境。
- 2018年2月，米砂在臉書個人帳號貼文，用「謊言大師」等內容指涉與她有感情糾紛的高雄市女性cosplayer兼地下偶像「貓菻（現改名貓鈴）」[12]顧庭菻；貓菻向高雄市政府警察局苓雅分局報案並控告米砂妨害名譽，全案移送臺灣高雄地方檢察署檢察官偵查起訴[13]。2019年5月31日，臺灣高雄地方法院一審判決，米砂貼文的字眼確實有鄙視、詆毀，雖然她貼在臉書個人帳號而非粉絲專頁，但追蹤人數及關注度都不低，也吸引網友跟著罵；考量米砂認罪且無前科，依《中華民國刑法》「散布文字誹謗罪」判處米砂有期徒刑2個月、得易科罰金新台幣6萬元，可上訴。[14]

- 2019年3月，米砂和孫安佐在能仁家商拍攝影片，片中大談情色話題，導致校方向新北市政府教育局提出「校安通報」並召開校務會議處理。[15]

- 2019年10月，米砂友人爆料，米砂曾和孫安佐發生性行為並且懷孕，但後來決定墮胎[16]。對此，孫安佐回應，「有病要去看醫生」。[17][18]

- 2024年7月，孫安佐在陳沂的SWAG直播節目中說，他確實曾與米砂發生性行為，當時他是因米砂自稱有戴避孕環而沒戴保險套。7月5日，曾在《鮑魚遊戲》扮演木頭人小女孩的吳夢夢發文聲援米砂，「她都結婚兩年了，也都轉幕後了，還要被蹭」。

## 外部連結
- 米砂的Facebook專頁
- 米砂的Instagram帳戶
- YouTube上的米砂頻道
- 巴哈姆特電玩資訊站－misa7260（米砂）的小屋 （页面存档备份，存于）